# ریزسیال‌شناسی بر پایه قطره
ریزسیال‌شناسی بر پایه قطره یا ریزسیال‌شناسی قطره‌محور (به انگلیسی: Droplet-based microfluidics) حجم‌های مجزایی از مایعات در فازهای مخلوط‌نشدنی با عدد رینولدز پایین و نظام‌های جریان آرام را دستکاری می‌کند. اساساً توجه به سیستم‌های ریزسیال‌شناسی مبتنی بر قطره‌ها در دهه‌های اخیر رشد یافت. ریز قطره‌ها امکان بررسی راحت حجم‌های کوچک مایعات، تأمین مخلوط شدن بهتر، به صورت کپسول درآوردن، تفکیک کردن و دریافت را فراهم کردند و برای آزمایش‌ها با توان بازدهی بالا مناسب هستند. دو فاز مخلوط نشدنی که برای سیستم‌های مبتنی بر قطره‌ها استفاده می‌شد، منسوب هستند به فاز پیوسته (متوسط که در آن قطره‌ها جریان دارند) و فاز پراکنده (فاز قطره‌ای).

## روش‌های تشکیل قطره
برای رخ دادن تشکیل قطره کوچک باید دو فاز مخلوط نشدنی، منسوب به فاز پیوسته (متوسط که در آن قطره‌ها تولید شده‌اند) و فاز پراکنده (فاز قطره‌ای)، مورد استفاده قرار بگیرند. سایز قطره تولید شده اساساً توسط نسبت سرعت جریان فاز پیوسته و پراکنده، کشش بین سطحی بین دو فاز و هندسهٔ کانال‌هایی که برای تولید قطره استفاده شده کنترل شده است. قطره‌ها می‌توانند به دو صورت فعال و غیرفعال تشکیل شوند. تشکیل قطره به صورت فعال (الکتریکی، مغناطیسی، گریزنده از مرکز) اغلب دستگاه مشابه روش تشکیل غیرفعال را استفاده می‌کند اما به یک ورودی انرژی خارجی برای دستکاری قطره نیاز دارد. تشکیل غیرفعال قطره احتمال بیشتری برای رایج شدن نسبت به فعال دارد به دلیل اینکه نتایج مشابه با طراحی دستگاه ساده‌تری تولید می‌کند. به‌طور معمول، سه نوع هندسه ریزسیال‌شناسی برای تولید غیرفعال قطره‌ها استفاده شده‌اند:۱. جریان متقاطع ۲. تمرکز جریان ۳. جریان هم محور. ریزسیال‌شناسی مبتنی بر قطره برای اطمینان از جریان آرام داخل سیستم غالباً کمتر از عدد رینولدز پایین عمل می‌کند. سایز قطره عمدتاً با ضریب تغییرات به عنوان استاندارد انحراف از سایز اصلی قطره سنجیده می‌شود. هر یک از روش‌های فهرست شده یک راه برای تولید قطره‌های ریزسیال در یک روش قابل کنترل و تنظیم پذیر همراه متغیر دستکاری مناسب را فراهم می‌کند.

### تشکیل قطره با جریان متقاطع
جریان متقاطع یک روش تشکیل غیرفعال است که فازهای پیوسته و آبی را درگیر رفتن به سمت هم در یک گوشه می‌کند. به‌طور معمول کانال‌ها عمودی دارای یک اتصال T شکل هستند که فاز پراکنده با فاز پیوسته تقاطع می‌کند؛ اشکال دیگر مانند اتصال Y شکل هم ممکن هستند. فاز پراکنده در پیوسته پخش می‌شود و تا ماشین برش یک قطره را مجبور به شکستن کند متسع می‌شود. در یک اتصال T شکل سایز و سرعت ساخت قطره با نسبت سرعت جریان و عدد موِیینگی مشخص می‌شود. عدد مویینگی نشان‌دهنده چسبندگی فاز پیوسته، سرعت سطحی فاز پیوسته و کشش بین سطحی است. به‌طور نمونه سرعت جریان فاز پراکنده نسبت به فاز پیوسته کمتر است. اتصال T شکل می‌تواند با اضافه کردن کانال‌های اضافه و تولید دو اتصال T شکل در یک مکان، بیشتر به کار بسته شود. با اضافه کردن کانال‌ها فازهای پراکنده مختلفی می‌توانند در یک نقطه برای تولید متناوب قطره‌هایی با ترکیب‌های مختلف اضافه شوند. اندازه قطره -معمولاً بالای ده میکرومتر- توسط اندازه کانال‌ها محدود شده است و اغلب قطره‌های با ضریب تغییرات کمتر از ۲٪ با سرعت بالاتر از ۷ کیلوهرتز تولید می‌کند.

### تشکیل قطره با تمرکز جریان
تمرکز جریان یک روش تشکیل همیشه غیرفعال است که شامل فاز پراکنده است که به‌طور نمونه جریان پیدا می‌کند تا در یک گوشه به فاز پیوسته برسد (جریان‌های غیرموازی) و سپس تحت یک محدودیت بگیرد که قطره تولید کند. این محدودیت معمولاً یک باریک شدن در کانال است که قطره را طی برش دهی منظم که توسط یک کانال با عرض مساوی یا بیشتر ادامه دارد، تولید می‌کند. به‌طور نمونه همانند جریان متقاطع سرعت جریان فاز پیوسته نسبت به فاز پراکنده بیشتر است. کاهش جریان فاز پیوسته می‌تواند باعث افزایش اندازه قطره شود. تمرکز جریان همچنین می‌تواند یک روش فعال با نقطه محدودیت تنظیم پذیربا استفاده از محفظه کناری پرباد باشد که توسط هوای فشرده کنترل شود. محفظه‌های قابل جابجایی برای محدود کردن جریان، تغییر شکل جریان و تولید یک قطره با فرکانس محرک قابل تغییر عمل می‌کنند. اندازه قطره معمولاً حدود چند صد نانومتر با ضریب تغییرات کمتر از ۳ درصد و سرعت بیشتر از چند صد هرتز تا کیلوهرتز است.

### تشکیل قطره با جریان هم محور
جریان هم محور یک روش غیرفعال تشکیل قطره است جایی که کانال فاز پراکنده درون یک کانال فاز پیوسته محصور شده است. در انتهای کانال فاز پراکنده، مایع تا زمانیکه از نیروی برش بشکند و قطره‌هایی را با چکیدن یا فوران کردن تشکیل دهد ادامه دارد. چکیدن هنگامی که نیروهای مویینگی بر سیستم تسلط پیدا می‌کنند اتفاق می‌افتد و قطره‌ها در نقطه انتهایی کانال تشکیل می‌شوند. فوران کردن توسط عریض شدن یا منبسط شدن، هنگامی که فاز پیوسته آرامتر حرکت می‌کند درحالیکه یک جریان از آغاز کانال فاز پراکنده تشکیل شده است اتفاق می‌افتد. در حالت عریض شدن، فاز پراکنده سریعتر از فاز پیوسته حرکت می‌کند که باعث کاهش سرعت فاز پراکنده، عریض شدن قطره و افزایش قطر می‌شود. در حالت منبسط شدن چیره شدن کشش چسبندگی سطحی جریان را وادار به تنگنا ی ایجاد قطره کوچکتر می‌کند. تأثیر سرعت جریان فاز پیوسته بر اندازه قطره به اینکه سیستم در حالت عریض یا منبسط قراردارد بستگی دارد به این معنی که معادله‌های متفاوتی برای پیشگویی انداره قطره باید استفاده شوند. اندازه قطره معمولاً حدود چند صد نانومتر با ضریب تغییرات کمتر از ۵٪ و سرعت بالای تا کیلوهرتز است.

## دستکاری قطره
فواید ریزسیالات می‌تواند به توان عملیاتی بالاتری با استفاده از کانال‌های بزرگتر برای اجازه عبور قطره‌های بیشتر یا افزایش سایز قطره افزایش پیدا کند. اندازه قطره می‌تواند با تنظیم کردن سرعت جریان فاز پیوسته و پراکنده تعدیل شود اما اندازه قطره توسط نیاز به بقای جمع شدگی، فاصلهٔ بین آنالیت و ثبات ریزقطره‌ها محدود می‌شود. بدین گونه اگرچه پراکندگی و ثبات قطره‌ها یک نگرانی باشد، افزایش سایز کانال به دلیل قابلیت تشکیل و انتقال تعداد زیادی از قطره‌ها جالب خواهد بود. در نهایت، مخلوط کردن کامل قطره‌ها برای نشان دادن بیشترین تعداد ممکن معرف، برای اطمینان از بیشترین مقدار واکنش مواد آغاز کننده ضروری است. این می‌تواند با استفاده از یک کانال بادی برای راحت کردن جریان لایه ای بی ثبات بین قطره‌ها صورت بگیرد.

### افزایش معرف
واکنش‌های میکروسکوپی انجام شده در کاربردهای مبتنی بر قطره معرف‌ها را از صدمه محافظت کرده و زمان واکنش را به میزان کیلوهرتز کاهش می‌دهد. افزایش معرف به میکروراکتورهای قطره‌ای به دلیل سختی به دست آمدن مواد ترکیب شده تجدید پذیر به میزان کیلوهرتز بدون آلودگی قطره به قطره مرکز توجهی برای تحقیقات بوده است.

#### جریان موازی معرف قبل از تشکیل قطره
معرف‌ها می‌توانند در زمان تشکیل قطره به وسیلهٔ یک هندسه جریان موازی، اضافه شوند. جریان معرف‌ها در کانال‌های جدایی پمپ می‌شوند و در فصل مشترک با یک کانال حاوی فاز پیوسته به آن می‌پیوندد که قطره‌های حاوی هردو معرف را برش داده و تولید می‌کند. با تغییر سرعت جریان در کانال‌های معرف، نسبت معرف در یک قطره قابل کنترل است.

#### ترکیب قطره
ترکیب شدن قطره‌ها با مواد دیگر می‌تواند همچنین برای اضافه کردن معرف مورد استفاده قرار بگیرد. الکتروکوالسانس دو قطره را با به‌کارگیری یک میدان الکتریکی برای بی‌ثبات کردن موقتی سطح بین دو قطره و به دست آوردن ترکیب قطره قابل تکثیردر امولسیون‌های با ماده سطحی فعال (سورفکتانت) ثابت، ترکیب می‌کند. الکتروکوالسانس قطره‌هایی (که معمولاً توسط فاز پیوسته جدا شده‌اند) را برای در تماس قرار دادن احتیاج دارد. با دستکاری کردن اندازه قطره‌ها در جریان‌های جداگانه، جریان‌هایی از اندازه‌های متفاوت قطره می‌تواند قطره‌ها را قبل از ترکیب شدن در تماس قرار دهد.
یک روش دیگر برای راحتی ترکیب قطره‌ها انبرک صوتی است. هنگامی که قطره‌ها در حال جریان پیدا کردن در کانال‌های ریزسیالی هستند می‌توانند با یک انبرک صوتی مبتنی بر موج‌های آکوستیک سطحی از حرکت بازداشته شوند. هنگامی که یک قطره توسط انبرک صوتی نگه داشته شده است، قطره‌های متوالی در آن بهم برخورد کرده و ترکیب اتفاق می‌افتد.

#### تزریق معرف به قطره موجود
روش‌های جریان هم محور معرف و ترکیب قطره به رویدادهای تشکیل قطره که باعث فقدان انعطاف انتهای جریان می‌شود بستگی دارند. برای جدا کردن اضافه کردن معرف از تشکیل قطره، یک وضعیت که در آن جریان معرف از طریق یک کانال عمودی به سمت جریان قطره مورد استفاده قرار گرفته است. سپس یک قطره تزریقی حین عبور از کانال با پلاگ ترکیب می‌شود. حجم معرف توسط سرعت جریان لولهٔ عمودی معرف کنترل می‌شود.
یک چالش اولیه برای این چنین سیستمی این است که ترکیب معرف و قطره برای امولسیون‌های پایدار تجدید پذیر نبود. با اقتباس از استفاده از یک میدان الکتریکی برانگیخته در این هندسه که توسط Abate و همکارانش انجام شده بود تزریق کمتر از پیکولیتر معرف انجام شد. این مطالعه، که پیکواینجکشن نامیده می‌شود، حجم تزریق را از طریق فشار جریان معرف و شتاب قطره کنترل می‌کند. کار بیشتر روی این روش به هدف کاهش فشار نوسانات که مانع تزریق قابل تجدید است، رسید.
آلودگی قطره به قطره چالشی است که بسیاری از روش‌های تزریق با آن روبرو هستند. برای مبارزه با آن Doonan و همکارانش یک کانال K چند منظوره را توسعه داد که جریان معرف را خلاف راه جریان قطره جاری می‌کند. با استفاده از یک سطح مشترک بین دو کانال تزریق شباهتی به پیکواینجکشن پیدا کرد اما هرگونه آلودگی دو طرفه از طریق جریان معرف پیوسته شسته شده است. آلودگی به دلیل مخارج به هدر رفتن پنهانی معرف با ارزش، مورد اجتناب است.

### انکوباسیون قطره
در راستای نشان دادن ریزسیالات مبتنی بر قطره به صورت یک تکنیک ماندنی برای به عهده گرفتن واکنش‌های شیمیایی یا کار کردن با سلول‌های زنده زیر میکروسکوپ، ضروری است که روش‌هایی را اجراکنیم که انکوباسیون قطره را ممکن سازند. واکنش‌های شیمیایی اغلب برای رخ دادن به زمان احتیاج دارند، و همچنین سلول‌های زنده برای رشد، تکثیر و انجام واکنش‌های متابولیک نیاز به زمان دارند. انکوباسیون قطره بستگی به پارامترهای سیستم می‌تواند داخل دستگاه (روی تراشه) یا خارج (خارج از تراشه) انجام شود. انکوباسیون خارج از تراشه برای انجام چند انکوباسیون یا بیشتر در روز یا برای انکوباسیون میلیونها قطره در یک زمان مورد استفاده قرار بگیرد. انکوباسیون روی تراشه اجازهٔ یکپارچه‌سازی دستکاری قطره‌ها و مراحل تشخیص در یک دستگاه واحد را می‌دهد.

#### انکوباسیون خارج از تراشه
قطره‌های حاوی سلول‌ها در حال حفظ حیات سلولی و اجازه ورود مجدد به دسنگاهی دیگر برای تجزیه و تحلیل، می‌توانند به مدت چندین روز خارج از تراشه در لولهٔ پلی تترافلوئورواتیلن (PTFE) ذخیره شوند. تبخیر سطحی مایعات مبتنی بر آب و روغن همراه با ذخیرهٔ قطره در لوله پلی فلوئورواتیلن انتشار پیدا کرده است، بنابراین برای ذخیره‌سازی طولانی‌تر از چند روز مویینه‌های شیشه ای نیز استفاده می‌شود. در نهایت شکل‌گیری بعدی در یک دستگاه ریزسیالی، قطره‌ها همچنین ممکن است از طریق یک سیستم از لوله و مویینه‌ها که به یک سرنگ ختم می‌شود هدایت شوند. قطره‌ها را می‌توان در سرنگ انکوبه کرد و سپس مستقیماً برای دستکاری‌های بیشتر یا تشخیص و آنالیز در یک تراشه دیگر تزریق شود.

#### انکوباسیون روی تراشه
خطوط تأخیر برای انکوباسیون قطره‌ها روی تراشه استفاده می‌شوند. پس از تشکیل، قطره‌ها می‌توانند به یک کانال مارپیچی شکل با قطر یک متر یا بیشتر عرضه شوند. افزایش عمق و عرض کانال خط تأخیری (مانند کانال‌هایی که برای شکل‌دادن و انتقال قطره‌ها استقده می‌شد) زمان‌های انکوباسیون بیشتری را هنگام کاهش فشار پشتی کانال تأمین می‌کند. به دلیل سایز بزرگتر کانال، قطره‌ها کانال خط تأخیر را پر می‌کنند و در زمانی که طوی می‌کشد که قطره‌ها از این کانال عبور کنند انکوبه می‌شود.
خطوط تأخیر اساساً برای انکوبه کردن قطره‌های محتوی ترکیب واکنش‌های شیمیایی طراحی شدند و توانایی ایجاد تأخیر تا مدت یک ساعت را داشتند. این دستگاه‌ها بسته به طول بر حسب سانتی‌متر، استفاده از خط تأخیر را ممکن می‌کنند. افزایش طول کلی کانال خط تاخیربه اندازه یک متر یا بیشتر، زمات انکوباسیون را ۱۲ ساعت یا بیشتر ممکن می‌کند. خطوط تأخیر برای نگه داشتن ثبات قطره برای بیشتر از ۳ روز معرفی شدند و زنده ماندن سلول با استفاده از خطوط تأخیر روی تراشه، بیش از ۱۲ ساعت را نشان داد. قبل از پیشرفت خطوط تأخیر، انکوباسیون روی تراشه با منتقل کردن قطره‌ها به مخزن‌های بزرگ (چندین میلی‌متر در هم طول و هم عرض) انجام شد که اگر زمان دقیق کنترل قطره‌ها مورد نیاز نباشد، ظرفیت ذخیره‌سازی بالا و کاهش پیچیدگی ساختاری دستگاه وعملکرد را عرضه می‌کردند.
اگر داشتن یک توزیع یکسان از زمان‌های انکوباسیون برای قطره‌ها مهم است، کانال خط تأخیر می‌تواند دارای تنگناهای گسترده منظم باشد. جریان قطره‌ها در طی یک کانال با قطر یکسان بر مبنای جایگاه شعاعی آنها یا سرعت‌های مختلفی جابجا می‌شود؛ قطره‌های نزدیکتر به مرکز کانال از قطره‌های نزدیک به کناره سریعتر حرکت می‌کنند. با تنگ کردن عرض کانال به بخش کوچکی از اندازهٔ معمولش، قطره‌های با شتاب بیشتر مجبور به تعادل با قطره‌های با حرکت آهسته تر می‌شوند به دلیل اینکه تنگنا به قطره‌های کمتری در یک زمان اجازهٔ عبور می‌دهد. یک دستکاری دیگر در هندسهٔ کانال خط تأخیر شامل اضافه کردن پیچ‌هایی در مسیر عبور قطره هاست. اینکار باعث افزایش اندازه می‌شود که هر معرفی که قطره محتوی آن است با فرا رفت نامنظم مخلوط باشد. برای سیستم‌هایی که انکوباسیون ۱۰۰ تا ۱۰۰۰ قطره را نیاز دارند، تله‌ها می‌توانند در کانال خط تأخیر تعبیه شوند که قطره‌ها را جدا از هم ذخیره می‌کند. این کار کنترل بهتر و تولید قطره‌های خاص را ممکن می‌کند.

### قطره‌های مغناطیسی
روش ریزسیال مغناطیسی کنترل سیالات مغناطیسی با بکار بردن میدان مغناطیسی روی یک پلتفورم ریزسیال با ارائهٔ کنترل بی‌سیم و قابل برنامه‌ریزی قطرهٔ مغناطیسی است؛ بنابراین، نیروی مغناطیسی همچنین می‌تواند برای انجام عملکردهای استدلالی مختلف به اضافه نیروی هیدرودینامیک و نیروی کشش سطحی، مورد استفاده قرار بگیرد. دوام میدان مغناطیسی، نوع میدان مغناطیسی (متحرک، یکسان یا چرخنده)، حساسیت مغناطیسی، کشش بین سطحی، سرعت جریان و نسبت سرعت جریان، کنترل قطره‌ها بر یک پلتفورم ریزسیال مغناطیسی را تعیین می‌کند.

#### مرتب‌سازی قطره‌ای
مرتب‌سازی قطره در میکروفیلیدها یک روش مهم است، که اجازه می‌دهد تا جداسازی بر اساس عوامل متغیر از اندازه قطره تا مواد شیمیایی برچسب خورده شده با فلورسنت در داخل قطره، کار انجام شده برای مرتب‌سازی سلول‌ها در جریان سیاتومتری را می‌کاهد. در حوزه مرتب‌سازی قطره، دو نوع اصلی وجود دارند، دسته‌بندی فله ای که از روش‌های فعال یا غیرفعال استفاده می‌کند و مرتب‌سازی دقیق که عمدتاً مبتنی بر روش‌های فعال است. مرتب‌سازی فله به نمونه‌هایی با تعداد زیادی قطره (> 2000 s-۱) اعمال می‌شود که می‌تواند بر اساس خصوصیات ذاتی قطرات (مانند ویسکوزیته، چگالی و غیره) بدون بررسی هر قطره، طبقه‌بندی شود. از سوی دیگر مرتب‌سازی دقیق با هدف جدا کردن قطرات که مطابق معیارهای خاصی است که برای هر قطره بررسی می‌شود.
مرتب‌سازی غیرفعال توسط کنترل طراحی کانال میکروفلوئیدیک انجام می‌شود و اجازه می‌دهد که جداسازی بر اساس اندازه قطرات انجام شود. مرتب‌سازی اندازه بر روی اتصالات دوشاخه در کانال متکی است تا جریان را منحرف کند، که باعث می‌شود قطره‌ها براساس نحوه تعامل با محل تقاطع آن جریان یا میزان برش که به‌طور مستقیم به اندازه آنها بستگی دارد، دسته‌بندی شوند. دیگر روش‌های غیرفعال عبارتند از اینرسی و میکروفیلتراسیون که هر کدام با خواص فیزیکی مانند اینرسی و چگالی قطره سر و کار دارند. مرتب‌سازی فعال با استفاده از دستگاه‌های اضافی متصل به دستگاه میکروفلوئیدیک و با کنترل برخی جنبه‌ها از جمله حرارتی، مغناطیسی، پنوماتیک، آکوستیک، هیدرودینامیک و کنترل الکتریکی، تغییر مسیر قطره در جریان را انجام می‌دهد. این کنترل‌ها به کار برده می‌شوند تا مرتب‌سازی قطرات در پاسخ به برخی آشکارسازهای سیگنال‌های قطرات از جمله شدت فلورسانس انجام گیرد.
روش‌های مرتب‌سازی دقیق با استفاده از این روش‌های مرتب‌سازی فعال، ابتدا تصمیم‌گیری (به عنوان مثال، سیگنال فلورسانس) در مورد قطرات را انجام می‌دهد و سپس جریان آنها را با یکی از روش‌های فوق تغییر می‌دهد. یک تکنیک به نام «مرتب‌سازی قطره‌ای فعال فلورسنت» (FADS) توسعه یافته است که از مرتب‌سازی فعال میدان الکتریکی القا شده با تشخیص فلورسنت برای مرتب کردن تا ۲۰۰۰ قطره در ثانیه استفاده می‌کند. این روش متکی بر فعالیت آنزیمی سلولهای هدف اختصاصی برای فعال کردن سوبسترای فلوروژنیک داخل قطره است اما محدود به آن نیست. هنگامی که یک قطره فلورسنت تشخیص داده می‌شود، دو الکترود روشن می‌شوند که میدانی را به قطره اعمال می‌کنند که مسیر آن را به کانال انتخابی تغییر می‌دهد، در حالی که قطرات غیر فلورسنت از طریق کانال اصلی جریان پیدا می‌کنند و به ضایعات مبدل می‌شوند. روش‌های دیگر از معیارهای گوناگون انتخاب، مانند جذب قطره، تعداد ذرات بسته‌بندی شده یا تشخیص تصویری از اشکال سلول استفاده می‌کنند. مرتب‌سازی می‌تواند برای بهبود خلوص بسته‌بندی شده که یک عامل مهم برای جمع‌آوری نمونه برای آزمایش‌های بیشتر است، انجام شود.

## برنامه‌های کلیدی

### کشت سلولی
یکی از مزیت‌های کلیدی ریزسیال‌شناسی مبتنی بر قطره قابلیت استفاده از قطرات به عنوان انکوباتور برای تک‌سلول‌هاست.
دستگاه‌هایی که قادر به تولید هزاران قطره در ثانیه هستند، راه‌های جدیدی برای دسته‌بندی کردن جمعیت سلولی، نه تنها براساس نشانگر خاصی که در زمان خاصی اندازه‌گیری می‌شود، بلکه بر اساس رفتارهای سینتیکی سلول همچون ترشح پروتئین، فعالیت آنزیمی یا تکثیر باز می‌کنند. اخیراً روشی ابداع شده است که یک آرایه ثابت از قطرات میکروسکوپی برای انکوبه کردن تک سلول‌ها، بدون نیاز به سورفاکتانت تولید شود.

### توصیف صفات اختصاصی ماکرومولکول‌های زیستی

#### کریستالی شدنپروتئین
دستگاه‌های بر پایه قطرات همچنین برای تحقیق در مورد شرایط ضروری برای کریستاله شدن پروتئین‌ها استفاده می‌شوند.

#### PCR مبتنی بر قطرات
واکنش زنجیره ای پلیمراز (پی سی آر) یک ابزار حیاتی برای شروع فعالیت‌های ژنومی و زیستی بوده است، زیرا به مقدار زیادی به تولید و آنالیز نمونه‌های دی ان آ را برای دامنه وسیعی از فعالیت‌های کاربردی، سرعت می‌بخشد. پیشرفت تکنولوژی در پی سی آر در ابعاد میکروقطره‌ای، ساخت یک مولکول تکی پی سی آر بر روی یک چیپ را ممکن ساخته است. در ابتدا تکثیر تک مولکول دی ان آ، از جمله آنچه در پی سی آر میکرو قطره‌ای یا امولسیون اتفاق می‌افتد، از پی سی آر در ابعاد بزرگ مشکل‌تر بود به همین دلیل معمولاً غلظت‌های بیشتری از مواد مصرف می‌شد. هر چند، شرایط کاملاً بهینه شده این اضافه بار را به وسیله تضمین اینکه مولکول‌های تکی غلظت مناسبی از مواد تکثیری را که در سراسر سلول واکنش توزیع شده‌اند، به حداقل رسانده است. پی ی آرهای ریزسیال غیرمبتنی بر قطره نیز با چالش جذب مواد واکنش در کانال‌های دستگاه روبرو بودند، اما سیستم‌های مبتنی بر قطرات این مشکل را با کاهش تماس با کانال، کم کردند.
با استفاده از سیستم‌های آب در روغنی، پی سی آر قطره‌ای با جمع‌آوری اجزا، شکل‌دادن قطرات، یکی کردن قطرات، ترموسایکل کردن و سپس پردازش اطلاعات بسیار شبیه پی سی آر نرمال است. این تکنیک قادر است بیش از دو میلیون واکنش پی سی آر انجام دهد، به علاوه افزایش صد هزار برابری تشخیص آلل‌های وحشی در مقابل آلل‌های جهش یافته. پی سی آر مبتنی بر قطرات به مقدار زیادی توانایی تسهیم پی سی آر معمولی را افزایش می‌دهد که ساخت سریع کتابخانه‌های جهش یافته را ممکن می‌سازد. بدون خواندن درست، تکثیر دی ان آ به صورت طبیعی قدری احتمال خطا دارد، اما با ساخت پلیمرازهای متمایل به خطا، پی سی آر مبتی بر قطرات از خروجی بالاتری از حالت نرمال بهره می‌برد تا یک کتابخانه جهش یافته را سریعتر و بهینه تر از حالت نرمال تولید کند. این پی سی آر مبتنی بر قطرات را جذاب تر از پس سی آر سنتی و کند می‌کند. در یک برنامه مشابه، پی سی آر میکروقطره‌ای که به شدت تسهیم شده است، توسعه داده شده است که اجازه غربالگری تعداد زیادی توالی‌های هدف را می‌دهد. این برنامه‌هایی همچون شناسایی باکتریایی را ممکن می‌سازد. سی پی آرهای بر روی تراشه اجازه بیش از ۱۵*۱۵ بار تسهیم شدن را می‌دهند. که به این معناست که هدف قرار دادن چندین توالی دی ان آ بر روی یک دستگاه و در یک زمان ممکن است. این تسهیم به وسیله قرار دادن قطعات متوقف شده آغازگر دی ان آ در پایه چاهک‌های تراشه ممکن شده است.
ترکیب پی سی آر مبتنی بر قطرات با دستگاه‌های پلی دی متیل سیلوکسان (PDMS) امکان پیشرفت‌های جدیدی در پی سی آر قطره‌ای و همچنین بهبود تعدادی از مشکلات قبلی از جمله از دست دادن مایعات زیاد به علت تبخیر را، فراهم کرده است. پی سی آرهای مبتنی بر قطره به شدت به حباب‌های هوا حساس اند زیرا آنها تفاوت‌های دمایی ایجاد می‌کنند که جلوی تکثیر دی ان آ را می‌گیرد، همچنین مواد واکنش را از محفظه واکنش دور می‌سازند. در حال حاضر پی سی آرهای مبتنی بر قطره در دستگاه‌های PDMS انجام می‌گیرند تا واکنش دهنده‌ها را به شیوه ای کنترل شده تر و از طریق یک لایه PDMS به قطرات منتقل کنند که فرایند تکثیر را بهتر حفظ کنند و از سوپاپ‌های مرسوم پایدار تر است. یک دستگاه جدید پی سی آر مبتنی بر قطره PDMS در مقایسه آزمایش‌های پی سی آر کوانتیده مرسوم، دقت و افزایش تعداد کپی‌های کوچک را ممکن ساخته است. این دقت بالا به علت طراحی دستگاه با PDMSهای آغشته به سورفاکتانت و همچنین طراحی ساندویچ مانند شیشه-PDMS-شیشه بوده است. این مشخصات دستگاه امکان آستر سازی ساده و بهینه دی ان آ و تبخیر کمتر آب هنگام چرخه پی سی آر را ممکن ساخته است.

#### توالی‌گذاری DNA
چندین سیستم ریزسیال، از جمله سیستم‌های مبتنی بر قطرات، برای توالی گذاری دی ان آ کاربرد دارند.

### سنتز شیمیایی
ریزسیال‌شناسی مبتنی بر قطرات به علت چندین مشخصه جذاب یک ابزار مهم در سنتز شیمیایی شده است. واکنش‌های در ابعاد میکروسکوپی به علت استفاده از حجم‌های اندک واکنش دهنده، واکنش‌های سریع در حد میلی ثانیه و انتقال بهینه گرما که منجر به مزایای زیست‌محیطی می‌شود زیرا انرژی مصرفی به ازای بالا بردن دمای هر واحد می‌تواند بسیار کوچک باشد، امکان کاهش هزینه را دارا هستند. مقدار کنترل روی شرایط محیطی درون دستگاه اغلب این را ممکن می‌سازد که با دقت زیادی یک محصوا را از بین گند محصول انتخاب کنیم. با به گزینی بالای محصول و اندازه کوچک واکنش دهنده و محیط واکنش، با تعداد کمتری واکنش دقیق و اثرات تمیزتر و کوچک‌تر روبرو هستیم. میکرو قطرات پراکنده‌ساخته شده توسط شیمی مبتنی بر قطره می‌توانند به عنوان محیطی که واکنش‌های شیمیایی رخ می‌دهند یا به عنوان حاملین واکنش دهنده‌ها در فرایند ساخت نانوساختار‌های پیچیده عمل کنند. قطرات همچنین امکان تبدیل به ساختارهای سلول مانند را دارند که اجازه می‌دهد برای تقلید اجزای زیستی یا اعمال انسانی مورد استفاده قرار گیرند.
به عنوان یک روش سنتز شیمیایی قطرات در ماشین‌های ریزسیال به عنوان محفظه‌های واکنش جداگانه که از آلودگی توسط رسوبات دستگاه ناشی از فازهای پشت سر هم محافظت می‌شوند، عمل می‌کنند. مزایای استفاده از این روش (در مقایسه با روش دسته ای) شامل توان عملیاتی بالا، آزمایش کردن‌های پشت سر هم، ضایعات کمتر، قابل حمل بودن و درجه بالایی از کنترل ترکیبی می‌باشد. برخی از مثال‌های سنتزهای ممکن واکنش میکروکرات نیمه رسانا و نانو ذرات می‌باشد. تشخیص شیمیایی با دستگاه یک پارچه شده است تا نظارت با دقت واکنش را تضمین کند. طیف‌سنجی NMR، نظارت میکروسکوپی، تشخیص الکتروشیمیایی و تشخیص شیمیایی لومینسانسی مورد استفاده هستند. معمولاً اندازه‌گیری‌ها از قسمت‌های مختلف دستگاه صورت می‌گیرند، تا پیشرفت واکنش را دیده‌بانی کنند.
افزایش سرعت واکنش به وسیله میکرو ذرات در واکنش سیلیل انول اتر با آلدهید دیده می‌شود. با استفاده از یک دستگاه ریزسیال مبتنی بر قطره، زمان واکنش در مقایسه با بیست و چهار ساعت لازم برای انجام واکنش دسته ای به بیست دقیقه کوتاه شد. آزمایش کنندگان دیگری در مقایسه با روش دسته ای قادر به انتخاب پذیری بالا برای سیس-استیلبن در مقابل ترانس-استیلبن که به صورت ترمودینامیک اولویت دارد شدند. که نمایانگر درجه بالای کنترلی می‌باشد که توسط میکرو واکنش گرهای قطرات ارائه می‌شود. این کنترل استرئو برای صنعت داروسازی مفید می‌باشد. برای مثال، L-Methotrexate یک داروی مورد استفاده در شیمی درمانی است که که در مقایسه با ایزومر D آن راحت تر جذب می‌شود.

#### سنتز ریزذرات و نانوذرات
ذرات پیشرفته و مواد مبتنی بر ذره، مانند ذرات پلیمر، میکروکپسول‌ها، نانوکریستال‌ها و دسته جات یا مهره‌های کریستال‌های فوتونی می‌توانند با کمک ریزسیالات مبتنی بر قطره سنتز شوند. نانوذراتی همچون Cds کلوئیدی ونانو ذراتی که CdS/CdSe به صورت هسته و پوسته قرار دارند هم می‌توانند از طریق چندین گام در ابعاد میلی ثانیه ای در یک سیستم میکرو سیالی مبتنی بر قطره سنتز شوند.
نانوذرات، میکرو ذرات و خوشه‌های کلوئیدی در دستگاه‌های ریزسیال برای عمل‌هایی از قبیل دارو رسانی مفید هستند. اولین ذرات تولید شده در سیستم‌های مبتنی بر قطره ژل‌های سیلیکا بودند که در ابعاد میکرومتر ساخته شدند تا کاربرد آن‌ها در ساخت نمایشگرها و پوشش‌های نوری را تست کنند. ترکیب ذرات جامد با میکرو قطرات آبی نیازمند تغییر در کانال‌های ریزسیال مانند مخلوط کردن واکنش دهنده بیشتر و انتخاب مواد خاص همچون سیلیکا یا پلیمرهایی که با کانال‌ها و هر گونه مواد زیستی فعال که قطرات دارند، مداخله ای ندارند.
سنتز کوپلیمرها نایزمند سایش مولکول‌های ماکروسکوپیک به میکروذرات با سطوح متخلخل و نامنظم با استفاده از حلال‌های ارگانیک و تنکیک‌های امولسیونی است. این قطرات پیش بارگیری شده همچنین می‌توانند توسط اشعه ماورای بنفش به سرعت تهیه بشنود. توصیف مشخصات این میکروذرات و نانو ذرات شامل تصویربرداری مقیاس میکرو برای آنالیز ساختار و شناسایی مواد ماکروسکوپی که ساییده شده‌اند می‌باشد. تکنیک‌هایی از قبیل انسداد کنترل شده یک حباب گاز برای ساخت نانو ذرات تو خالی برای سنتز میکرو حباب‌های با محتویات خاص برای سیستم‌های دارو رسانی حیاتی است. هر دو نوع میکرو ذرات سیلیکایی و تیتانیومی به عنوان پوشش مقاوم بعد از استفاده گاز به کار می‌روند تا سرعت فاز آبی را افزایش دهند. سرعت بالاتر جریان اجازه کنترل بیشتری بر میزان ضخامت دیواره آبی می‌دهد. پدیدار شدن تظبیق پذیری نانو ذرات را می‌توان در تزریق انباره ای میکرو قطراتی پر شده با ذرات برای تحویل دارو به جای روش معمول تزریق وریدی داروها مشاهده کرد. این به علت صخامت اندک پوسته که معمولاً بین ۱ تا ۵۰ میکرومتر می‌باشد ممکن است.
پیشرفت‌های اخیر در ذرات ریزسیال امکان سنتز ذراتی با ابعاد نانومتر از پلیمرهای مشتق شده زیستی را فراهم می‌آورد. با استفاده از طراحی‌های چند فازی کنترل‌کننده جریان ویژه که دما و میزان جریان را کنترل می‌کنند، سایز نانوذرات تشکیل شده می‌تواند به همراه غلظت و شکل قطرات کنترل گردد. یکی دیگر از تکنیک‌های ساخت میکرو قطرات پر شده از ذرات استفاده از نانوذرات لیپید-هیدرژل است که می‌توانند به قطرات شکل تیز تری تبدیل شوند که زمانی که مواد نرم یا شکننده بایستی استفاده شود، مفید است. این مواد نرم مخصوصاً در تولید پودرها مهم هستند. پیشرفت‌های اخیر بر روی ابعاد نانو همچون دستگاه‌هایی که قطارتی با هر دو شکل کروی و غیر کروی را می‌سازند که فوق سریع و همگن هستند، برای تولید انبوه ذرات پودری در کاربردهای صنعتی ساخته می‌شوند.

#### سنتز ذرات ژل
سنتز ذرات ژل که همچنین به عنوان هیدروژل، میکروژل و نانو ژل شناخته می‌شوند برای چند دهه گذشته یک حیطه جذاب برای پزوهشگران و توجه صنعت بوده است. یک روش مبتنی بر ریزسیالات برای ساخت این ذرات هیدروژل یک روش مفید است، به علت توان بالا، یکنواختی ذرات و کاهش هزینه‌ها به علت کم کردن حجم مواد واکنش دهنده. یکی از چالش‌های ابتدایی در زمینه ژل‌ها تشکیل یک نواخت ذرات بود. در ابتدا تکنیک‌های مبتنی بر پلیمرها استفاده می‌شد تا توده میکرو ذرات را در سایز یکسان شکل دهند. این تکنیک‌ها عموماً بر مبنای استفاده از یک محلول آبی بود که برای ساخت امولسیون به شدت مخلوط شده بودند. در نهایت تکنیکی ابداع شد که با آن میکروژل‌های زیست تخریب پذیر و یکسان به وسیله ساخت امولسیون O/W در یک خط قطره‌ای که کانال هندسی تولید می‌کردند، ساخته می‌شد. این اتصال هندسی که با یک فاز مملو از سورفاکتانت همراه بود، مسئول ساخت میکروژل‌های ستولید شده از poly-dex-HEMA بود. مشخصات هندسی دیگر دستگاه از جمله حالت اتصال T هم قابل قبول هستند و برای ساخت ژل‌های با پایه سیلیکون کاربرد دارند.
هنگامی که این روش‌ها مورد قبول واقع شد، تلاش‌ها بر روی اعمال عملکرد به ذرات متمرکز شد. از جمله ذرات کپسوله شده باکتریایی، ذرات کپسوله شده دارو یا پروتئینی و ذرات ژل مغناطیسی می‌توان مثال زد. قرار دادن این جزو عملکردی می‌تواند به سادگی یکپارچه سازی آن جزو در فاز مخلوط باشد. در برخی موارد، هندسه ساختاری خاصی ترجیح داده می‌شود، برای مثال در میکروذرات آگاروزی یک اتصال با تمرکز بر جریان برای کپسوله کردن باکتری‌ها به کار می‌رود. ترکیب چند امولسیون برای استفاده‌های دارویی و زیبایی ترجیح داده می‌شوند، و با استفاده از دو اتصال متمرکز بر جریان متوالی ساخته می‌شوند. ذرات پیچیده‌تر مانند ذرات Janus که سطوحی با دو یا چند خصوصیت فیزیکی متمایز دارند، نیز قابل سنتز می‌باشند.
بعضی از نمونه‌های کاربرد روزافزون ذرات ژل شامل تحویل دارو، برنامه‌های کاربردی پزشکی و مهندسی بافت است و بسیاری از این کاربردها نیاز به ذرات یکنواختی دارند که در آن یک رویکرد مبتنی بر میکروفیلیس‌ها ترجیح داده می‌شود. روش‌های امولسیون سازی انبوه هنوز هم مطرح می‌باشند، زیرا همه کاربردها نیازی به میکروذرات یک فرم ندارند. آینده سنتز ریزسیالی ژل‌ها در توسعه تکنیک‌های توده‌های انبوه ذرات یک شکل به منظور دسترسی بیشتر اقتصادی و تجاری آنها قرار دارد.

### استخراج و انتقال فاز با استفاده از ریزسیالات قطره‌ای
استخراج مایع-مایع روشی است که برای جداسازی یک آنالیت از یک مخلوط پیچیده به کار می‌رود. با این روش اجزا برحسب حلالیت نسبی شان در فازهای مایع مخلوط نشدنی جدا می‌شوند. برای غلبه بر برخی از نقاط ضعف همراه با روش‌های معمول، روش‌های سطح بالا از قبیل روش لرزش فلاسک و استخراج مایع-مایع ریزسیالی به کارگرفته شد. سیستم‌های ریزسیالات مبتنی بر قطره توانایی دستکاری حجم‌های گسسته مایعات را در فازهای غیرقابل تقسیم با اعداد رینولدز کم و رژیم‌های جریان غیر توربولانتی نشان دادند. روش‌های در ابعاد میکرو زمان مورد نیاز را کاهش می‌دهند، حجم نمونه و واکنش دهنده را کاهش می‌دهند و امکان اتوماسیون و یک پارچه سازی را مهیا می‌کنند. در برخی مطالعات، بازدهی استخراج ریزسیالی مبتنی بر قطره نزدیک به لرزش فلاسک اندازه‌گیری می‌شود. مطالعه ای که روش لرزش فلاسک و روش استخراج مایع-مایع ریزسیال را برای ۲۶ ماده بررسی کرده بود. دریافت که بین مقادیر به دست آمده همبستگی زیادی وجود دارد (R2= ۰٫۹۹۴).
همچنین نشان داده شده است که دستگاه‌های استخراج ریزسیال مایع-مایع می‌توانند با ابزارهای دیگر برای شناسایی آنالایت‌های استخراج شده، یکپارچه شوند. به عنوان مثال، استخراج ریزسیالی می‌تواند ابتدائاً برای استخراج یک آنالیت در فاز آبی مانند کوکائین در بزاق استفاده شود و سپس با استفاده از طیف‌سنجی از طریق چیپ IR برای تشخیص اقدام شود. استخراج ریزسیال مایع-مایع نشان داده است که در چندین کاربرد برتری دارد، از جمله مطالعات فارماکوسینتیک دارو که تنها تعداد اندکی سلول مورد نیاز است و به علاوه مطالعاتی که حجم واکنش دهنده کمی مورد نیاز است.

## تشخیص قطره

### روش‌های جداسازی
سیستم‌های ریزسیال مبتنی بر قطره را می‌توان برای وظایف خاص به روش‌های جداسازی مجهز کرد. تکنیک‌های جداسازی معمول که به سیستم‌های ریزسیال مبتنی بر قطره جفت می‌شوند، شامل کراماتوگرافی مایع با کارایی بالا و الکتروفورز می‌باشند.

#### کروماتوگرافی مایع با کارایی بالا
جداسازی شیمیایی در سطح میکروسکوپیک می‌تواند در آنالیز بیولوژیکی و شیمیایی استفاده شود. به عنوان یک ابزار تحلیلی، یک روش جداسازی شیمیایی، مانند HPLC، می‌تواند به یک دستگاه میکرو فلوئید متصل شود. دستگاه‌های میکرو فلوئید مبتنی بر قطره همراه با HPLC دارای حساسیت بالا تشخیص، استفاده از حجم کم واکنش دهنده‌ها، زمان تجزیه و تحلیل کوتاه و حداقل آلودگی متقابل آنالیت هاست که آنها را در بسیاری از موارد بهینه می‌کند. یک استفاده اساسی از HPLC در میکروفلوئیدیک مبتنی بر قطره، جداسازی شیمیایی توسط HPLC است، که سپس به یک دستگاه متصل می‌شود که قطراتی با اندازه میکرولیتر ازهر ترکیب شسته شده را ایجاد می‌کند. با استفاده از این سیستم، می‌توان کتابخانه‌های قطری زیادی از ترکیبات مختلف را در یک مکان متمرکز ایجاد کرد. با این وجود، همچون HPLC مشکلاتی مربوط به کروماتوگرافی ابعاد میکروسکوپیک وجود دارد. این مشکلات عبارتند از پراکندگی باندهای جدا شده، انتشار و «حجم مرده» در کانال‌ها پس از جداسازی. یکی از راه‌های دور زدن این مشکل استفاده از قطره‌ها برای جداسازی نوارهای جداسازی است که با انتشار و از دست دادن آنالیت‌های جدا شده مبارزه می‌کند. مزیت استفاده از HPLC همراه با یک دستگاه میکرو فلوئیدیک این است که بیش از یک جداسازی را می‌توان با هم ترکیب کرد. به عنوان مثال، جداسازی 2D (کروماتوگرافی دو بعدی) با این دستگاه‌ها (یعنی HPLC x LC, LC x LC و HPLC × HPLC) امکان‌پذیر است.

#### الکتروفورز
الکتروفورز مویرگ (CE) و الکتروفورز ژل میکروکاپیلاری (μCGE) از روش‌های به خوبی شناخته شده microchip electrophoresis (MCE) است که می‌تواند مزایای تحلیلی زیادی از جمله وضوح بالا، حساسیت بالا و اتصال مؤثر به طیف‌سنجی جرم (MS) ارائه دهد. الکتروفورز Microchip را می‌توان به‌طور کلی به عنوان یک روش برای پروسه‌های غربالگری با توان بالا استفاده کرد که به کشف و ارزیابی داروها کمک می‌کند. با استفاده از MCE، به‌طور خاص CE، دستگاه الکتروفورز ژل میکروکاپیلاری (μCGE) برای انجام پردازش نمونه DNA با تعداد زیاد ایجاد می‌شود، که آن را یک کاندید خوب برای تجزیه و تحلیل DNA می‌کند. دستگاه‌های μCGE همچنین برای اهداف جداسازی عملی هستند زیرا ازآنها برای جداسازی، مشخص کردن، کپسوله کردن و انتخاب آنالیت‌های متفاوتی که از یک نمونه مرکب نشات می‌گیرند، به صورت برخط استفاده می‌شود. تمام این مزایای روش‌های MCE به دستگاه‌های میکروفلوئدیک برگردانده می‌شود. دلیل اینکه روش‌های MCE به دستگاه‌های میکروفلوئیدی مبتنی بر قطره جفت می‌شوند به دلیل توانایی تجزیه و تحلیل نمونه‌ها در مقیاس نانولیتور است. استفاده از روش MCE در مقیاس کوچک هزینه و استفاده از واکنش دهنده را کاهش می‌دهد. مانند HPLC، تکنیک‌های تشخیص مبتنی بر فلورسانس برای الکتروفورز مویرگی استفاده می‌شود که این روش‌ها را عملی می‌کند و می‌تواند به زمینه‌هایی مانند بیوتکنولوژی، شیمی تحلیلی و توسعه دارو اعمال شود. این روش‌های MCE و دیگر روش‌های الکتروفورز از زمانی که الکتروفورز مویرگی در دهه ۱۹۸۰ محبوبیت کسب کرد و حتی در اوایل دهه ۱۹۹۰ توجه بیشتری به خود گرفت (مثلاً تا سال ۱۹۹۲ تقریباً ۸۰ بار مورد بررسی قرار گرفت) شروع به توسعه کرد.
طیف‌سنجی جرمی (MS) یک تکنیک تشخیصی تقریباً جهانی است که در سراسر جهان به عنوان استاندارد طلایی برای شناسایی بسیاری از ترکیبات شناخته شده است. MS یک روش تحلیلی است که در آن گونه‌های شیمیایی، قبل از تشخیص، یونیزه شده و مرتب می‌شوند و طیف جرم حاصل شده برای شناسایی مولکول‌های مادر یون‌ها استفاده می‌شود. این باعث می‌شود که MS بر خلاف سایر تکنیک‌های تشخیص (مانند فلورسانس)، بدون برچسب باشد؛ به عنوان مثال، نیازی نیست که لیگاندهای اضافی یا گروه‌ها را به مولکول مورد نظر متصل کنید تا سیگنال دریافت کنید و ترکیب را شناسایی کنید.
موارد متعددی وجود دارد که در آن روشهای دیگر اسپکتروسکوپی، مانند رزونانس مغناطیسی هسته (NMR)، فلورسنس، مادون قرمز یا رامان، به علت ترکیبات شیمیایی خاص قطرات، به عنوان روش‌های مستقل قابل اجرا نیستند. اغلب این قطرات به برچسب‌های فلورسنت حساس هستند یا حاوی گونه‌هایی هستند که به طریقی مشابه هستند، اینجاست که MS می‌تواند همراه با روش‌های دیگر برای مشخص کردن خاصیت آنالیت خاص مورد استفاده قرار گیرد. با این حال، MS به تازگی (در دهه گذشته) محبوبیت خود را به عنوان یک روش تشخیصی برای میکروفلوئیدیک مبتنی بر قطره (و به‌طور کلی میکرو فلوئیدیک) به دلیل چالش‌های مرتبط با طیف‌سنج جرمی همراه با این دستگاه‌های مینیاتوری به دست آورده است. دشواری جداسازی / تصفیه، سیستمهای مقیاس میکرو فلوئید را که به دستگاه طیف‌سنج جرمی متصل اند را در زمینه پروتئوم‌ها، سینتیک آنزیم‌ها، کشف دارو و غربالگری بیماریهای نوزاد، ایده‌آل ساخته است. دو روش که امروزه در سیستم‌های میکروفلوئیدیک مبتنی برقطره برای آنالیز جرم یانجام می‌گیرد، عبارتند از لیزر جذبی/یونیزاسیون همراه با ماتریکس (MALDI) و یونیزاسیون الکترو اسپری (ESI). روش‌های دیگر برای اتصال، مانند (اما نه محدود به) اشباع موج صوتی سطح (SAWN)، و یونیزاسیون کاغذ-اسپری در MS ابعاد مینیاتوری، نیز در حال توسعه است.

### طیف‌سنجی جرمی
طیف‌سنجی جرمی (MS) یک تکنیک تشخیصی تقریباً جهانی است که در سراسر جهان به عنوان استاندارد طلایی برای شناسایی بسیاری از ترکیبات شناخته شده است. MS یک روش تحلیلی است که در آن گونه‌های شیمیایی، قبل از تشخیص، یونیزه شده و مرتب می‌شوند و طیف جرم حاصل شده برای شناسایی مولکول‌های مادر یون‌ها استفاده می‌شود. این باعث می‌شود که MS بر خلاف سایر تکنیک‌های تشخیص (مانند فلورسانس)، بدون برچسب باشد؛ به عنوان مثال، نیازی نیست که لیگاندهای اضافی یا گروه‌ها را به مولکول مورد نظر متصل کنید تا سیگنال دریافت کنید و ترکیب را شناسایی کنید.
موارد متعددی وجود دارد که در آن روش‌های دیگر اسپکتروسکوپی، مانند رزونانس مغناطیسی هسته (NMR)، فلورسنس، مادون قرمز یا رامان، به علت ترکیبات شیمیایی خاص قطرات، به عنوان روش‌های مستقل قابل اجرا نیستند. اغلب این قطرات به برچسب‌های فلورسنت حساس هستند یا حاوی گونه‌هایی هستند که به طریقی مشابه هستند، اینجاست که MS می‌تواند همراه با روش‌های دیگر برای مشخص کردن خاصیت آنالیت خاص مورد استفاده قرار گیرد. با این حال، MS به تازگی (در دهه گذشته) محبوبیت خود را به عنوان یک روش تشخیصی برای میکروفلوئیدیک مبتنی بر قطره (و به‌طور کلی میکرو فلوئیدیک) به دلیل چالش‌های مرتبط با طیف‌سنج جرمی همراه با این دستگاه‌های مینیاتوری به دست آورده است. دشواری جداسازی / تصفیه، سیستمهای مقیاس میکرو فلوئید را که به دستگاه طیف‌سنج جرمی متصل اند را در زمینه پروتئوم‌ها، سینتیک آنزیم‌ها، کشف دارو و غربالگری بیماریهای نوزاد، ایده‌آل ساخته است. دو روش که امروزه در سیستم‌های میکروفلوئیدیک مبتنی برقطره برای آنالیز جرم یانجام می‌گیرد، عبارتند از لیزر جذبی/یونیزاسیون همراه با ماتریکس (MALDI) و یونیزاسیون الکترو اسپری (ESI). روش‌های دیگر برای اتصال، مانند (اما نه محدود به) اشباع موج صوتی سطح (SAWN)، و یونیزاسیون کاغذ-اسپری در MS ابعاد مینیاتوری، نیز در حال توسعه است.

#### یونیزاسیون الکترو اسپری
یکی از مشکلات ایجاد شده توسط اتصال MS به میکروفلوئیدیک مبتنی بر قطره این است که نمونه‌های پراکنده در جریان نسبتاً کمتری نسبت به تکنیک‌های سنتی MS تزریقی تولید می‌شود. ESI قادر است به راحتی این جریان‌های کم جریان را بپذیرد و هم‌اکنون برای تجزیه و تحلیل میکرو فلوئیدیک برخط استفاده می‌شود. ESI و MALDI یک پاسخ با توان بالا به مشکل تشخیص قطره فاقد برچسب را ارائه می‌دهند، اما ESI نیازمند تهیه نمونه و عناصر ساخت کم‌تراکم تری است که می‌توانند به ابعاد دستگاه میکروفلوئیدیک نظیر شود. ESI یک ولتاژ بالا به یک جریان حامل قطرات حاوی آنالیت اعمال می‌کند جریان را اسپری می‌کند. سپس در یک منطقه تجزیه و تحلیل کننده تفاوت احتمالی، ردیابی می‌گردد. مایع حامل در یک دستگاه میکرو فلوئیدیک مبتنی بر قطره، که معمولاً یک روغن است اغلب برای ESI یک مانع به‌شمار می‌رود. روغن، زمانی که بخشی از جریان قطره‌ها به وسیلهٔ ESI-MS می‌رسد، می‌تواند یک ولتاژ پس زمینه ثابت ایجاد کند که با تشخیص قطرات نمونه مواجهه می‌کند. این تداخل پس زمینه را می‌توان با تغییر روغن استفاده شده به عنوان یک مایع حامل و تنظیم ولتاژ مورد استفاده برای الکترو اسپری حل کرد.
اندازه قطره، تیلور شکل مخروطی و سرعت جریان را می‌توان با تغییر دادن اختلاف پتانسیل و دمای خشک شدن (برای تبخیر حلال اطراف آنالیت) جریان گاز (معمولاً نیتروژن) کنترل می‌شود. از آنجا که ESI اجازه تشخیص بر خط قطره‌ها را می‌دهد، مشکلات دیگری که توسط سیستم‌های مبتنی بر تشخیص قطعه یا خارج از تراشه به‌وجود می‌آیند، می‌تواند حل شود، از قبیل کم کردن مقدار رقت نمونه (قطره)، که مخصوصاً برای تشخیص قطره‌های میکروفلوئیدی مهم است، زیرا آنالیت‌ها قبلاً تا کمترین غلظت آزمایشگاهی مرتبط رقیق شده‌اند.

#### لیزر جذبی/یونیزاسیون همراه با ماتریکس
MALDI به وسیله استفاده از لیزر ماوراء بنفش (UV) برای شروع فرسایش گونه‌های آنالیت مخلوط شده با یک ماتریس از مولکول‌های بلورین با جذب نوری بالا، شناخته می‌شود. یونهای موجود در گازهای حاصل از فرسایش قبل از شتاب گرفتن به طرف یک طیف‌سنج جرمی پروتونه یا دیپروتونه می‌شوند. مزایای اولیه تشخیص با MALDI در مقایسه با ESI در دستگاه‌های میکرو فلوئیدیک این است که MALDI اجازه چندین تسهیم را می‌دهد، که حتی عملکرد دستگاه را بیشتر افزایش می‌دهد، و همچنین وابستگی کمتری به قطعات متحرک دارد، و عدم مشکلات ثبات تیلور مخروطی ایجاد شده توسط جریان‌های مقیاس میکرو فلوئیدیک هم وجود دارد. سرعت تشخیص MALDI همراه با مقیاس میکروفلوئیدیک قطره‌ای اجازه می‌دهد تا پیشرفت در تکنیک‌های مقیاس بزرگ در هر دو زمینه توان عملیاتی و زمان پرواز (TOF) رخ دهد. از آنجا که تنظیمات تشخیص MS معمولاً از تکنیک‌های جداسازی مانند کروماتوگرافی استفاده می‌کنند، تنظیم MALDI نیاز به یک نمونه به اندازه کافی خالص دارد تا با ماتریس‌های ارگانیک آلوده از پیش تعیین شده مخلوط شود، که برای یک نمونه خاص قبل از تشخیص مناسب است (کالیبره کردن دستگاه). ترکیب ماتریس MALDI باید برای تولید قطعه بندی مناسب و فرسایش مناسب آنالیت‌ها تنظیم شود.
یک روش برای به دست آوردن یک نمونه خالص از میکروفلوئیدیک مبتنی بر قطرات، این است که کانال میکروفیلوئیدیک به یک صفحه MALDI ختم شود، جایی که که قطرات آب بر روی مناطق هیدروفیلی که بر روی صفحه است، تشکیل می‌شوند. سپس به مایع حلال و مایع حمل کننده اجازه داده می‌شود تا تبخیر شود، و تنها قطرات خشک شده نمونه مورد نظر را بر جای می‌گذارند و پس از آن ماتریس MALDI روی قطرات خشک شده اعمال می‌شود. این آماده‌سازی نمونه دارای مشکلات و محدودیت‌های قابل توجه است که در حال حاضر برای همه انواع نمونه‌ها به آنها غلبه نشده است. علاوه بر این، ماتریس‌های MALDI در غلظت‌های بسیار بالاتری نسبت به نمونه‌های آنالایزر استفاده می‌کنند که اجازه می‌دهد تا حمل قطره‌های میکرو فلوئیدیک با تولید ماتریس MALDI برخط ترکیب شود. با توجه به تعداد کم ماتریس شناخته شده و ماهیت آزمایش و خطا بودن یافتن ترکیبات ماتریس مناسب جدید، این می‌تواند عامل تعیین‌کننده در استفاده از فرم‌های دیگر طیف‌سنجی بیش از MALDI باشد.

### طیف‌سنجی رامان
طیف‌سنجی رامان یک روش نوری است که تجزیه و تحلیل غیر مخرب را با مشخصات شیمیایی بدون آماده‌سازی پیچیده نمونه‌ها ارائه می‌دهد و قادر به تشخیص اجزای موجود در مخلوط می‌باشد. سیگنال رامان مربوط به تحریک ارتعاشی مولکول‌های خاص درون سیستم بر اساس نور مرئی پراکنده منتشر شده از یک مولکول با انرژی کمتر از منبع نور تحریک است. طیف‌سنجی رامان، هنگامی که همراه با دستگاه‌های میکرو فلوئیدیک ترکیب شود، می‌تواند مخلوط کردن مایعات و به تله افتادن مایع را نظارت کند و همچنین می‌تواند فاز جامد و گاز را در سیستم عامل‌های میکروفلوئیدیک تشخیص دهد. سیگنال رامان را می‌توان با فیبرنوری یکپارچه در داخل تراشه میکروفیلوئیدیک یا با قرار دادن دستگاه در میکروسکوپ رامان تشخیص داد.
سیگنال رامان ذاتاً ضعیف است؛ بنابراین برای زمان تشخیص کوتاه در حجم نمونه کوچک در دستگاه‌های میکروفیلوئیدیک، تقویت سیگنال استفاده می‌شود. برخی از سیستم‌های میکرو فلوئیدیک از کلوئیدهای فلزی یا نانوذرات در محلول استفاده می‌کنند تا از طیف‌سنجی رامان سطح (SERS) به عنوان یک تکنیک تشخیص استفاده کنند. میکروسکوپ کانونی معمولی رامان اجازه می‌دهد تا اطلاعات طیف‌سنجی از محدوده کانونی کوچک کمتر از ۱ میکرون مکعب و در نتیجه کوچکتر از ابعاد کانال میکروفیلیید جمع‌آوری شود. طیف‌سنجی رامان مولتی فوتونی، مانند پراکندگی رامان تحریک شده (SRS) یا پراکندگی رامان ضد استوکس همگرا (CARS) نیز سیگنال مواد موجود در دستگاه‌های میکرو فلوئیدیک را افزایش می‌دهد.
تشخیص رامان برای میکروفلوئیدیک مبتنی بر قطره، تجزیه و تحلیل برخط از چندین آنالیت را در داخل قطرات یا فاز پیوسته فراهم می‌کند. سیگنال رامان به تغییرات غلظت حساس است، بنابراین سینتیک حلالیت و مخلوط کردن یک سیستم میکروفلوئیدی مبتنی بر قطره می‌تواند با استفاده از رامان شناسایی شود. ملاحظات شامل تفاوت شاخص انکسار در سطح تماس قطره و فاز پیوسته، و نیز بین اتصالات مایع و کانال است.

### تشخیص فلوئورسنت
طیف‌سنجی فلورسانس یکی از رایج‌ترین تکنیک‌های تشخیص قطره است. پاسخی سریع را فراهم می‌کند، و برای آنالیت‌های کاربردی، سیگنال قوی دارد. استفاده از طیف‌سنجی فلورسانس در میکروفیلوئیدیک‌ها از الگویی مشابه به سایر تکنیک‌های آنالیز فلورسنت پیروی می‌کند. یک منبع نور برای تحریک مولکول‌های آنالیته در نمونه استفاده می‌شود، پس از آن آنالایت فلورسنت می‌شود و پاسخ فلورسانس خروجی اندازه‌گیری شده است. برای گرفتن سیگنال فلورسانس قطرات، دوربین‌ها می‌توانند مورد استفاده قرار گیرند و اغلب فیلترها برای فیلتر کردن نور تحریک پراکنده شده استفاده می‌شوند. در تشخیص میکروفیلوئیدیک قطره‌ای، تنظیم آزمایشی دستگاه فلورسانس می‌تواند به شدت متفاوت باشد. یک تنظیم معمول در تشخیص قطره فلورسنت با استفاده از میکروسکوپ اپی فلوئورسانس است. این گاهی اوقات از یک ساختار هندسی کانونی استفاده می‌کند که می‌تواند بسته به نیازهای آزمایشگاهی متفاوت باشد. به عنوان مثال، جفریز و همکاران. از هندسه ساختاری قائم گزارش موفقیت دادند که مغایر با هندسه استاندارد اپی می‌باشد. با این حال، تنظیمات دیگر برای تشخیص فلورسنت مورد بررسی قرار گرفته است، زیرا میکروسکوپهای اپی فلوئورسنس می‌تواند گران هستند و هزینه نگهداری بالایی دارند. کول و همکاران پیشنهاد کرده‌اند و آزمایش انجام داده‌اند برای یک تنظیم آزمایشگاهی با فیبر نوری را تا تجزیه و تحلیل فلورسانس قطرات مایکروفیویدی را با آن انجام دهند.
تشخیص فلورسانس قطرات دارای تعدادی مزیت است. اول، آن می‌تواند یک خروجی بزرگ و سریع را آماده کند. تجزیه و تحلیل هزاران نمونه را می‌توان در یک دوره کوتاه مدت انجام داد که برای تجزیه و تحلیل تعداد زیادی از نمونه‌ها سودمند است. مزیت دیگری دقت روش است. در تجزیه و تحلیل انجام شده توسط لی و همکاران، مشخص شد که استفاده از تکنیک‌های تشخیص فلورسنت، دقت تشخیص ۱۰۰٪ در ۱۳ از ۱۵ تصاویر را به ثبت رسانده است. دو تصویر باقی مانده خطاهای نسبی حدود ۶٪ داشتند. یکی دیگر از مزایای تشخیص فلورسانس این است که امکان آنالیز کوانتیده از قرارگیری قطرات در نمونه را ممکن می‌سازد. این با استفاده از اندازه‌گیری‌های موقت و سرعت جریان آنالیت‌ها ممکن است. فاصله زمانی بین سیگنال‌ها امکان محاسبه فاصله بین قطرات را به ما می‌دهد. آنالیزهای فلوئورسنت اضافی می‌تواند بر روی نمونه انجام گیرد تا طول عمر فاوئور سنت نمونه را اندازه بگیرد که اطلاعات اضافی ای را فراهم می‌سازد که برای روش اندازه‌گیری شدت فلوئورسنت به تنهایی مقدور نیست.
کاربردهای تشخیص فلورسانس متنوع هستند و بسیاری از کاربردهای آن در برنامه‌های بیولوژیکی قرار دارند. فرنز و همکاران از تشخیص فلورسانس قطره‌ها برای بررسی سینتیک آنزیم استفاده کرده‌اند. برای این آزمایش، b-lactamase با fluorocillin که یک سوبسترای فلوئوروژنیک است، تعامل داشت. فلورسانس قطرات در فواصل زمانی چندگانه برای بررسی تغییر با زمان اندازه‌گیری شد. با این وجود، این روش تشخیص فراتر از برنامه‌های کاربردی بیولوژیکی است و اجازه مطالعه فیزیکی شکل‌گیری قطرات و تکامل آن‌ها را می‌دهد. به عنوان مثال ساکای و همکاران، از تشخیص فلورسنت برای اندازه‌گیری سایز قطرات استفاده کرده‌اند. این کار با جمع‌آوری داده‌های فلورسانس برای محاسبه غلظت یک رنگ فلورسنت در داخل یک قطره تنها انجام شد، بنابراین رشد اندازه می‌تواند مانیتور شود. این استفاده از فلورسانس می‌تواند به برنامه‌های کاربردی فراتر از جمع‌آوری اطلاعات گسترش یابد، یک روش که به کرات در دسته‌بندی قطرات و سلول‌ها در میکروفلوئیدیک استفاده می‌شود، دسته‌بندی فعال فلوئورسنتی است. در این روش قطره‌ها براساس شدت فلورسانس آنها به کانال‌های مختلف هدایت می‌شوند یا درمجموعه‌های مختلف جع آوری می‌شوند.

### تشخیص الکتروشیمیایی
تشخیص الکتروشیمیایی به عنوان یک جایگزین ارزان قیمت نه تنها اندازه‌گیری شیمیایی را در موارد خاص اندازه‌گیری می‌کند، بلکه قطر قطرات، فرکانس، هدایت و سرعت را در سرعت‌های بالا را معمولاً با مصرف کم فضای کم در تراشه اندازه‌گیری می‌کند. این روش ابتدا توسط لئو و همکاران مورد بحث قرار گرفت. که در آن تیم توانست با موفقیت اندازه و غلظت یون در قطرات پیکو لیتر حاوی یون‌های حل شده NaCl را اندازه‌گیری کند. این معمولاً با یک ست یا یک سری از میکروالکترودهایی انجام می‌شود که اختلالات در جریان را اندازه می‌گیرند. قطره‌های کوچکتر باعث ایجاد اختلالات کمتر می‌شود، در حالی که قطرات بزرگتر منحنی‌های طولانی‌تر را فراهم می‌کند. تعداد اختلالات در جریان نیز می‌تواند نشان دهنده تناوب عبور قطرات از الکترود باشد که به عنوان راهی برای تعیین میزان قطرات نیز استفاده می‌گردد. برای استفاده در الکترودهای مختلف، ترکیبات مختلفی پیشنهاد شده است، زیرا خواندن صحیح، دقیق و مؤثر می‌تواند در محدوده میکروسکوپی دشوار باشد. این ترکیبات از الکترودهای پودر کربنی که به‌طور مستقیم به تراشه اعمال می‌شوند، تا الکترودهای پلاتین سیاه بر روی سیم پلاتین جفت شده با کلرید نقره بر روی میکروالکترودهای نقره ای برای افزایش فعالیت و سطح می‌باشد.
در مورد ترکیب شیمیایی، همان‌طور که در بالا گفته شد، خوانش‌ها از طریق تجزیه و تحلیل آماری متناوب الکترونی در داخل قطرات به دست آمده. این تغییرات پتانسیل در این آزمایش وابسته به یونهای پایدار الکتریکی یا یونهای سدیم و کلر محلول و غلظت آنها در هر قطره است. گروه دیگری نشان داد که با یک سری از کنترل کردن‌ها که اجزای قطره را با پتاسیم یدید مخلوط می‌کنند، با ولتاژ، سرعت و بازه pH بهینه در بازه زمانی ثانیه به درستی تشخیص داده شد. علاوه بر این، روش‌های منحصر به فرد بیشتری در سیستم تشخیصی زمان‌سنجی در حال به‌سازی است که در آن سیستم مغناطیسی-مایع ایجاد شده است و خوانش بالقوه در مایعات الکتریکی-غیرفعال با انحلال میکروذرات مغناطیسی در واکنش دهنده اندازه‌گیری می‌شود. این روش به تنظیمات میکرو فلوئیدیک دیجیتال (DMF)، که در آن الکترودهای طلا و سیلور در ارتباط با میکروذرات‌های حل شده مغناطیسی در مایعات، روش تشخیص معمول قطرات بر پایه فلورسانس را در آزمایش‌های ایمنی آنالیز کننده مارکرهای زیستی جایگزین کرده است.
آزمایش بالا توسط شمسی و همکاران، به استفاده اصلی تشخیص الکتروشیمیایی در میکروفیلیوئیدیک‌ها اشاره دارد؛ حس کردن بیولوژیکی برای اندازه‌گیری‌های مختلف مانند سینتیک آنزیم و تشخیص بیولوژیکی بسیاری از انواع دیگر سلول هاست. برای این فرایندها، کنترل بیشتر بر روی سیستم مورد نیاز است، زیرا با افزایش سرعت جریان، تشخیص آنزیم کاهش می‌یابد. اگر چه به عنوان یک واکنش آنزیمی پیشرفت می‌کند، خواندن آمپرورتریک نیز تکامل پیدا می‌کند و امکان نظارت سریع روی سینتیک را فراهم می‌کند. همچنین، سورفکتانت‌های خاص می‌توانند کمبود سازگاری بیولوژیک با سیستم داشته باشند، که با تأثیر بر آنزیم تشخیص را خراب می‌کنند. دستاوردهای این برنامه حتی در آبزی پروری و اقتصاد تأثیراتی نیز داشته است، زیرا برای تست سریع ماهی به سرعت سنج مورد استفاده قرار گرفته است. استفاده از این روش تشخیصی عمدتاً در روش الکترودهای DMF دی الکتریک یافت می‌شود، جایی که دستگاه الکترودهای حسگر می‌تواند قابل تنظیم باشد و طول عمر بیشتری داشته و در عین حال تولید نتایج دقیق است.